# Olympisch vluchtelingenteam 2020
Het vluchtelingenteam nam met 29 atleten deel aan de Olympische Zomerspelen 2020 in Tokio, Japan. Het was de tweede keer dat er een vluchtelingenteam mee deed, ook in 2016 nam er een vluchtelingenteam deel.

## Teamselectie
Er waren 29 atleten, 19 mannen en 10 vrouwen, die deelnamen namens het Olympisch vluchtelingenteam.
| Olympiër                      | Geboorteland      | Gastland            | Sport         | Onderdeel               |
| ----------------------------- | ----------------- | ------------------- | ------------- | ----------------------- |
| Dorian Ketela                 | Congo-Brazzaville | Portugal            | Atletiek      | 100 m (m)               |
| Rose Lokonyen                 | Zuid-Soedan       | Kenia               | Atletiek      | 800 m (v)               |
| James Nyang Chiengjiek        | Zuid-Soedan       | Kenia               | Atletiek      | 800 m (m)               |
| Anjelina Nadai Lohalith       | Zuid-Soedan       | Kenia               | Atletiek      | 1500 m (v)              |
| Paulo Amotun                  | Zuid-Soedan       | Kenia               | Atletiek      | 1500 m (m)              |
| Jamal Abdelmaji Eisa Mohammed | Soedan            | Israël              | Atletiek      | 5000 m (m)              |
| Tachlowini Gabriyesos         | Eritrea           | Israël              | Atletiek      | marathon (m)            |
| Aram Mahmud                   | Syrië             | Zwitserland         | Badminton     | enkelspel (m)           |
| Wessam Salamana               | Syrië             | Duitsland           | Boksen        | licht weltergewicht (m) |
| Eldric Sella                  | Venezuela         | Trinidad en Tobago  | Boksen        | middelgewicht (m)       |
| Cyrille Fagat Tchatchet II    | Kameroen          | Verenigd Koninkrijk | Gewichtheffen | -96 kg (m)              |
| Sanda Aldass                  | Syrië             | Nederland           | Judo          | gemengd team            |
| Ahmad Alikaj                  | Syrië             | Duitsland           | Judo          | gemengd team            |
| Muna Dahouk                   | Syrië             | Nederland           | Judo          | gemengd team            |
| Javad Mahjoub                 | Iran              | Canada              | Judo          | gemengd team            |
| Popole Misenga                | Congo-Kinshasa    | Brazilië            | Judo          | gemengd team            |
| Nigara Shaheen                | Afghanistan       | Rusland             | Judo          | gemengd team            |
| Saeid Fazloula                | Iran              | Duitsland           | Kanovaren     | K-1 1000m (m)           |
| Wael Shueb                    | Syrië             | Duitsland           | Karate        | kata (m)                |
| Hamoon Derafshipour           | Iran              | Canada              | Karate        | kumite (m)              |
| Luna Solomon                  | Eritrea           | Zwitserland         | Schietsport   | 10 m luchtgeweer (v)    |
| Dina Pouryounes               | Iran              | Nederland           | Taekwondo     | -49kg (v)               |
| Kimia Alizadeh                | Iran              | Duitsland           | Taekwondo     | -57kg (v)               |
| Abdullah Sediqi               | Afghanistan       | België              | Taekwondo     | -68kg (m)               |
| Masomah Ali Zada              | Afghanistan       | Frankrijk           | Wielersport   | tijdrit (m)             |
| Ahmad Wais                    | Syrië             | Zwitserland         | Wielersport   | tijdrit (m)             |
| Aker Al-Obaidi                | Iran              | Oostenrijk          | Worstelen     | -67 kg vrije stijl (m)  |
| Alaa Maso                     | Syrië             | Duitsland           | Zwemmen       | 50 m vrije slag (m)     |
| Yusra Mardini                 | Syrië             | Duitsland           | Zwemmen       | 100 m vlinderslag (v)   |

## Deelnemers en resultaten

### Atletiek
Mannen
Loopnummers
| atleet                        | onderdeel | series   | series | kwartfinale | kwartfinale | halve finale   | halve finale   | finale         | finale         |
| atleet                        | onderdeel | tijd     | rang   | tijd        | rang        | tijd           | rang           | tijd           | rang           |
| ----------------------------- | --------- | -------- | ------ | ----------- | ----------- | -------------- | -------------- | -------------- | -------------- |
| Dorian Keletela               | 100 m     | 10,33    | 1 Q    | 10,41       | 8           | niet geplaatst | niet geplaatst | niet geplaatst | niet geplaatst |
| James Nyang Chiengjiek        | 800 m     | 2.02,04  | 8      | n.v.t.      | n.v.t.      | niet geplaatst | niet geplaatst | niet geplaatst | niet geplaatst |
| Paulo Amotun Lokoro           | 1500 m    | 3.51,78  | 13     | n.v.t.      | n.v.t.      | niet geplaatst | niet geplaatst | niet geplaatst | niet geplaatst |
| Jamal Abdelmaji Eisa Mohammed | 5000 m    | 13.42,98 | 13     | n.v.t.      | n.v.t.      | n.v.t.         | n.v.t.         | niet geplaatst | niet geplaatst |
| Tachlowini Gabriyesos         | marathon  | n.v.t.   | n.v.t. | n.v.t.      | n.v.t.      | n.v.t.         | n.v.t.         | 2:14.02        | 16             |

Vrouwen
Loopnummers
| atlete            | onderdeel | series     | series | kwartfinale | kwartfinale | halve finale   | halve finale   | finale         | finale         |
| atlete            | onderdeel | tijd       | rang   | tijd        | rang        | tijd           | rang           | tijd           | rang           |
| ----------------- | --------- | ---------- | ------ | ----------- | ----------- | -------------- | -------------- | -------------- | -------------- |
| Rose Lokonyen     | 800 m     | 2.11,87 PB | 8      | n.v.t.      | n.v.t.      | niet geplaatst | niet geplaatst | niet geplaatst | niet geplaatst |
| Anjelina Lohalith | 1500 m    | 4.31,65 PB | 14     | n.v.t.      | n.v.t.      | niet geplaatst | niet geplaatst | niet geplaatst | niet geplaatst |

### Badminton
Mannen
| atleet       | onderdeel | groepsfase                 | groepsfase               | groepsfase           | groepsfase | eliminatie           | kwartfinale          | halve finale         | finale / BM          | finale / BM |
| atleet       | onderdeel | tegenstander uitslag       | tegenstander uitslag     | tegenstander uitslag | rang       | tegenstander uitslag | tegenstander uitslag | tegenstander uitslag | tegenstander uitslag | rang        |
| ------------ | --------- | -------------------------- | ------------------------ | -------------------- | ---------- | -------------------- | -------------------- | -------------------- | -------------------- | ----------- |
| Aram Mahmoud | enkelspel | J Christie V (8-21, 14-21) | Loh K Y V (15-21, 12-21) | n.v.t.               | 3          | niet geplaatst       | niet geplaatst       | niet geplaatst       | niet geplaatst       | 15          |

### Boksen
Mannen
| atleet          | onderdeel     | eerste ronde         | tweede ronde         | kwartfinale          | halve finale         | finale               | rang           |
| atleet          | onderdeel     | tegenstander uitslag | tegenstander uitslag | tegenstander uitslag | tegenstander uitslag | tegenstander uitslag | rang           |
| --------------- | ------------- | -------------------- | -------------------- | -------------------- | -------------------- | -------------------- | -------------- |
| Wessam Salamana | lichtgewicht  | Oliveira V 0 - 5     | niet geplaatst       | niet geplaatst       | niet geplaatst       | niet geplaatst       | niet geplaatst |
| Eldric Sella    | middelgewicht | Cedeño V RSC         | niet geplaatst       | niet geplaatst       | niet geplaatst       | niet geplaatst       | niet geplaatst |

### Gewichtheffen
Mannen
| atlete                     | onderdeel | trekken | trekken | stoten | stoten | totaal | rang |
| atlete                     | onderdeel | score   | rang    | score  | rang   | totaal | rang |
| -------------------------- | --------- | ------- | ------- | ------ | ------ | ------ | ---- |
| Cyrille Fagat Tchatchet II | -96 kg    | 155     | 13      | 195    | 10     | 350    | 10   |

### Judo
Mannen
| atleet         | onderdeel | eerste ronde         | tweede ronde         | derde ronde          | kwartfinale          | halve finale         | herkansing           | finale / BM          | finale / BM    |
| atleet         | onderdeel | tegenstander uitslag | tegenstander uitslag | tegenstander uitslag | tegenstander uitslag | tegenstander uitslag | tegenstander uitslag | tegenstander uitslag | rang           |
| -------------- | --------- | -------------------- | -------------------- | -------------------- | -------------------- | -------------------- | -------------------- | -------------------- | -------------- |
| Ahmad Alikaj   | −73 kg    | Makhmadbekov V 00-10 | niet geplaatst       | niet geplaatst       | niet geplaatst       | niet geplaatst       | niet geplaatst       | niet geplaatst       | niet geplaatst |
| Popole Misenga | −90 kg    | bye                  | Tóth V 00-10         | niet geplaatst       | niet geplaatst       | niet geplaatst       | niet geplaatst       | niet geplaatst       | niet geplaatst |
| Javad Mahjoub  | +100 kg   | n.v.t.               | Frey W 01-00         | Krpálek V 00-11      | niet geplaatst       | niet geplaatst       | niet geplaatst       | niet geplaatst       | niet geplaatst |

Vrouwen
| atlete         | onderdeel | eerste ronde         | tweede ronde         | derde ronde          | kwartfinale          | halve finale         | herkansing           | finale / BM          | finale / BM    |
| atlete         | onderdeel | tegenstander uitslag | tegenstander uitslag | tegenstander uitslag | tegenstander uitslag | tegenstander uitslag | tegenstander uitslag | tegenstander uitslag | rang           |
| -------------- | --------- | -------------------- | -------------------- | -------------------- | -------------------- | -------------------- | -------------------- | -------------------- | -------------- |
| Sanda Aldass   | −57 kg    | n.v.t.               | Perišić V 00-10      | niet geplaatst       | niet geplaatst       | niet geplaatst       | niet geplaatst       | niet geplaatst       | niet geplaatst |
| Muna Dahouk    | −63 kg    | n.v.t.               | del Toro V 00-10     | niet geplaatst       | niet geplaatst       | niet geplaatst       | niet geplaatst       | niet geplaatst       | niet geplaatst |
| Nigara Shaheen | −70 kg    | n.v.t.               | Portela V 00-10      | niet geplaatst       | niet geplaatst       | niet geplaatst       | niet geplaatst       | niet geplaatst       | niet geplaatst |

Gemengd
| atleet                                                                            | onderdeel    | eerste ronde         | kwartfinale          | halve finale         | herkansing           | finale / BM          | finale / BM    |
| atleet                                                                            | onderdeel    | tegenstander uitslag | tegenstander uitslag | tegenstander uitslag | tegenstander uitslag | tegenstander uitslag | rang           |
| --------------------------------------------------------------------------------- | ------------ | -------------------- | -------------------- | -------------------- | -------------------- | -------------------- | -------------- |
| Sanda Aldass Ahmad Alikaj Muna Dahouk Javad Mahjoub Popole Misenga Nigara Shaheen | gemengd team | Duitsland V 0-4      | niet geplaatst       | niet geplaatst       | niet geplaatst       | niet geplaatst       | niet geplaatst |

### Kanovaren

#### Sprint
Mannen
| atleet         | onderdeel  | series   | series | kwartfinale | kwartfinale | halve finale   | halve finale   | finale         | finale         |
| atleet         | onderdeel  | tijd     | rang   | tijd        | rang        | tijd           | rang           | tijd           | rang           |
| -------------- | ---------- | -------- | ------ | ----------- | ----------- | -------------- | -------------- | -------------- | -------------- |
| Saeid Fazloula | K-1 1000 m | 3.52,631 | 4 KF   | 3.52,614    | 4           | niet geplaatst | niet geplaatst | niet geplaatst | niet geplaatst |

### Karate

#### Kata
Mannen
| Atleet     | Onderdeel | Eliminatie | Eliminatie | Ranking        | Ranking        | Finale / BM            | Finale / BM    |
| Atleet     | Onderdeel | Score      | Rang       | Score          | Rang           | Tegenstander Resultaat | Rang           |
| ---------- | --------- | ---------- | ---------- | -------------- | -------------- | ---------------------- | -------------- |
| Wael Shueb | mannen    | 23,30      | 6          | niet geplaatst | niet geplaatst | niet geplaatst         | niet geplaatst |

#### Kumite
Mannen
| Atleet              | Onderdeel | Groupsfase             | Groupsfase             | Groupsfase             | Groupsfase             | Groupsfase | Halve Finale           | Finale                 | Finale         |
| Atleet              | Onderdeel | Tegenstander Resultaat | Tegenstander Resultaat | Tegenstander Resultaat | Tegenstander Resultaat | Rang       | Tegenstander Resultaat | Tegenstander Resultaat | Rang           |
| ------------------- | --------- | ---------------------- | ---------------------- | ---------------------- | ---------------------- | ---------- | ---------------------- | ---------------------- | -------------- |
| Hamoon Derafshipour | −67 kg    | Da Costa V 0 - 4       | Madera W 9 - 3         | Al-Masatfa V 0 - 3     | Kalniņš W 5 - 3        | 3          | niet geplaatst         | niet geplaatst         | niet geplaatst |

### Schietsport
Vrouwen
| atlete       | onderdeel        | kwalificaties | kwalificaties | finale         | finale         |
| atlete       | onderdeel        | punten        | rang          | punten         | rang           |
| ------------ | ---------------- | ------------- | ------------- | -------------- | -------------- |
| Luna Solomon | 10 m luchtgeweer | 605,9         | 50            | niet geplaatst | niet geplaatst |

### Taekwondo
Mannen
| atleet          | onderdeel | eerste ronde         | kwartfinale          | halve finale         | herkansing           | finale / BM          | finale / BM    |
| atleet          | onderdeel | tegenstander uitslag | tegenstander uitslag | tegenstander uitslag | tegenstander uitslag | tegenstander uitslag | rang           |
| --------------- | --------- | -------------------- | -------------------- | -------------------- | -------------------- | -------------------- | -------------- |
| Abdullah Sediqi | -68 kg    | Zhao S V 20 - 22     | niet geplaatst       | niet geplaatst       | niet geplaatst       | niet geplaatst       | niet geplaatst |

Vrouwen
| atlete          | onderdeel | kwalificatie         | eerste ronde         | kwartfinale          | halve finale         | herkansing           | finale / BM          | finale / BM    |
| atlete          | onderdeel | tegenstander uitslag | tegenstander uitslag | tegenstander uitslag | tegenstander uitslag | tegenstander uitslag | tegenstander uitslag | rang           |
| --------------- | --------- | -------------------- | -------------------- | -------------------- | -------------------- | -------------------- | -------------------- | -------------- |
| Dina Pouryounes | -49 kg    | bye                  | Wu J V 3 - 26        | niet geplaatst       | niet geplaatst       | niet geplaatst       | niet geplaatst       | niet geplaatst |
| Kimia Alizadeh  | -57 kg    | Kiani W 18 - 9       | Jones W 16 - 12      | Zhou L W 9 - 8       | Minina V 3 - 10      | bye                  | Kübra İlgün V 6 - 8  | 5              |

### Wielersport

#### Wegwielrennen
Mannen
| atleet     | onderdeel | tijd       | rang |
| ---------- | --------- | ---------- | ---- |
| Ahmad Wais | tijdrit   | 1.08.40,46 | 38   |

Vrouwen
| atlete           | onderdeel | tijd     | rang |
| ---------------- | --------- | -------- | ---- |
| Masomah Ali Zada | tijdrit   | 44.04,31 | 25   |

Legenda: FA=finale A (medailles); FC=finale C (geen medailles); HF=halve finale KF=kwartfinale

### Worstelen

#### Grieks-Romeins
Mannen
| atleet         | onderdeel | eerste ronde           | kwartfinale          | halve finale         | herkansing           | finale / BM          | finale / BM |
| atleet         | onderdeel | tegenstander uitslag   | tegenstander uitslag | tegenstander uitslag | tegenstander uitslag | tegenstander uitslag | rang        |
| -------------- | --------- | ---------------------- | -------------------- | -------------------- | -------------------- | -------------------- | ----------- |
| Aker Al-Obaidi | −67 kg    | Souleymen Nasr W 4 - 0 | Zoidze V 0 - 4       | niet geplaatst       | niet geplaatst       | niet geplaatst       | 8           |

### Zwemmen
Mannen
| atleet    | onderdeel       | series | series | halve finale   | halve finale   | finale         | finale         |
| atleet    | onderdeel       | tijd   | rang   | tijd           | rang           | tijd           | rang           |
| --------- | --------------- | ------ | ------ | -------------- | -------------- | -------------- | -------------- |
| Alaa Maso | 50 m vrije slag | 23,30  | 44     | niet geplaatst | niet geplaatst | niet geplaatst | niet geplaatst |

Vrouwen
| atlete        | onderdeel         | series  | series | halve finale   | halve finale   | finale         | finale         |
| atlete        | onderdeel         | tijd    | rang   | tijd           | rang           | tijd           | rang           |
| ------------- | ----------------- | ------- | ------ | -------------- | -------------- | -------------- | -------------- |
| Yusra Mardini | 100 m vlinderslag | 1.06,78 | 33     | niet geplaatst | niet geplaatst | niet geplaatst | niet geplaatst |